# Гунцинчэн
Гунцинчэ́н (кит. упр. 共青城, пиньинь Gòngqīngchéng, буквально: «комсомольский город») — городской уезд городского округа Цзюцзян провинции Цзянси (КНР).

## История
Исторически эти земли были частью уезда Дэань. В 1955 году сюда прибыли комсомольцы-добровольцы из Шанхая и основали Комсомольскую коммуну (共青社). В 1957 году она была объединена с окрестными хозяйствами в Комсомольскую колонизационную ферму (共青垦殖场). 12 декабря 1984 года «Комсомольская колонизационная ферма» была переименована в «Комсомольский город» (共青城).
В 1992 году решением правительства провинции Цзянси была создана Гунцинчэнская зона развития (共青城开放开发区).
В 2010 году был образован городской уезд Гунцинчэн.

## Административное деление
Городской уезд делится на 1 уличныq комитет, 2 посёлка и 3 волости.

## Экономика
В городе расположена солнечная электростанция компании SPIC.